# 桂亜沙美
桂 亜沙美（かつら あさみ、1984年〈昭和59年〉6月12日 - ）は、クィーンズアベニューに所属していたタレント、女優。滋賀県草津市出身（京都府生まれ）。2011年（平成23年）に公式ブログで結婚を報告。2013年（平成25年）に女児を出産し、一児の母となった。

## 人物

### エピソード
- 幼稚園の卒園アルバムに将来の夢として「女優として活躍すること」を書き、大河ドラマへの出演を叶えるため、2004年に日本舞踊を始めることを明かした[7]。桂は女優として活躍する夢を叶えたが、大河ドラマへの出演を果たすことはできなかった。なお、2010年は『ゲゲゲの女房』で連続テレビ小説への出演[注 1]を果たしているが、ドラマへのレギュラー出演は同作が最後の作品となった。
- 桂が滋賀県長浜市で仕事をした時は自身の故郷である草津市を訪れ、小学生時代の母校から当時の実家[注 2]まで歩き、中学生時代に当時の実家の近所にある図書館でバレンタインデーに自身が好きな男の子と待ち合わせをしたことを振り返っている[9]。なお、小学生時代の母校を訪れる前は旧東海道を歩き、その街道沿いにある道標（追分道標）や草津宿本陣を訪れ、草津が宿場町であったことをアピールした（宿場に関する詳細は草津宿も参照）[注 3][9]。
- 2010年1月19日[10]に『ミュージカル ミンキーモモ 鏡の国のプリンセス』の製作発表会（司会：小泉恵未〈当時は東京メトロポリタンテレビジョンの社員〉）がサンシャインシティの噴水広場で開かれたが、この時に設けられた司会者からの質問で出演オファーがあったことに対し、桂は「ミンキーモモは夢をテーマにした作品で、私も自分の夢をつかむきっかけとなったのがミュージカルだったものですからなにかすごい縁を感じてこの役を引き受けることを決めました」（原文ママ）と話している[11]。

### 趣味・趣向
- 趣味はフラダンス・写真加工・映像編集[注 4]、特技は日本舞踊・着付け・走り高跳び・ベビーマッサージである[3][12]。なお、走り高跳び（はさみ跳びで1 m30 cm[13]）は桂が小学校6年生の時に滋賀県大会に出場し、同大会で優勝している[注 5][3][13]。短距離走は中学生だった頃まで学年でベスト5に入ったこと、過去にフルマラソンを完走（4時間54分08秒）したことも明かしている[注 6]。

- 好きな食べ物は糸コンニャク（白滝）を多く入れたつゆだくの牛丼（自家製の牛丼のこと）であるが[18]、2006年10月20日に投稿した公式ブログでは吉野家の牛丼を食べた回数が1回または2回しかないことも明かしている[18]。
- 嫌いな食べ物は鰻であり、酒が飲めないこと（下戸）も明かしている[13]。
- 旅行に行くことが好きで、公式ブログにはその時の様子が不定期に公開されていた[19]。2006年12月5日に投稿した公式ブログには草津温泉（群馬県吾妻郡草津町）へ旅行した時（同年12月3日・4日に実施[2]）のことがつづられたが、この旅は親孝行の旅（おばあちゃん孝行）であった（桂は滋賀県草津市出身）[2]。
- DREAMS COME TRUEのファンであり、コンサートに行ったこともあった[20][21]。2008年1月16日に投稿した公式ブログにはロックがマイブームであることを明かし、好きなロックアーティストとしてフーバスタンク、マルーン5、スウィッチフットを挙げた[22]。この他、シンガーソングライターのアリシア・キーズとリアーナも好きなアーティストに挙げている[22]。なお、2008年6月28日に投稿した公式ブログではアヴリル・ラヴィーンのファン、キマグレンの楽曲『LIFE』を好んでいることを明かしている[13]。

### チルソクの夏
桂は映画『チルソクの夏』（2004年4月17日公開）で陸上部員の藤村巴を演じたが、2008年6月28日に投稿した公式ブログで「自分の青春と作品がリンクしている」（原文を基に再構成）と明かした後、「巴（役名）の青春であり亜沙美の青春」（原文ママ）と続けている。同作は桂が女優を続けようと思ったきっかけとなった作品でもある。ちなみに、同作は山口県下関市と韓国・釜山を舞台とした青春映画であり、「チルソク」は韓国でいう七夕（陰暦の7月7日）のことである。
同作に出演した桂は、自身の公式ブログで同作の思い出を不定期に語っている。なお、桂のコメントは原文を基に再構成したものである。
- 2006年8月28日
  - 「『夕凪の街・桜の国』 打ち上げ♪」という題でブログを投稿し、「佐々部清監督に出逢えたのはホントに幸せなこと。マタ逢ったときにもっともっと成長しているよう、自分磨き頑張ります」とコメントした[24]。
- 2006年9月20日
  - 安倍晋三が自民党の新総裁（第21代総裁[25]）に決定した時に桂は「安倍が『チルソクの夏』の応援団長[26]である」と明かした[27]。桂は同年のチルソクに安倍の妻、明恵と会ったことも明かしている[27]。
- 2007年2月28日
  - 「コメントへのお返事♪」という題でブログを投稿し、公式ブログの閲覧者から届いた質問の返答をした[28]。この中に「『チルソクの夏』は私にとって凄く大切な作品。今でもこーやって見ていただけるのは凄く嬉しいです。夏公開の佐々部監督の映画（『夕凪の街 桜の国』のこと）にマタ出演します!!」とつづった文言があった[28]。
- 2007年7月10日
  - 「感謝・感激・アメアラレ♪」という題でブログを投稿し、「撮影から5年も経つ作品なのに今でもたくさんの人に愛されているなんて」とつづり、感謝を述べた。なお、同記事の要約には「1年ぶりに帰ってきた下関は今回もとっても温かく迎えてくれた。お父さんとお母さんがいっぱいって感じです。（中略）この作品を通してみなさんに出逢えたことに感謝しています」とつづっている[29]。

### 備考
桂は芸能活動と並行して草津市のPR集団、KUSATSU BOOSTARS（草津市にゆかりのある各界の著名人で構成されたPR集団）のメンバーとしても活動した。2022年6月頃に更新した同団体の公式サイトには桂の名が記されていないが、同年3月頃のウェブアーカイブ（同サイト）には桂の名が記されている。

## 交友関係
- 山田優との交友関係が長く、2007年6月13日に投稿した公式ブログで山田が17歳ぐらいだった頃（2001年頃）からその関係が続いていることを明かした[35]。その後、2014年12月8日に投稿した公式ブログで時点でその関係が10年以上続いていることを公表した[36]。なお、山田は2007年11月28日に投稿した公式ブログで桂の名を挙げたが、こちらは桂の名前（亜沙美）が平仮名の表記となっている[37]。他の芸能界の友達として、乙黒えり[38][39][40][41]や岡田茜[42][43]や上野なつひ[39][44]や蒲生麻由[45][46]などを挙げている[35]。
- 野波麻帆と水上剣星夫妻が手がける子供服ブランド「himher」の展示会に訪れたことを2017年4月23日に公式インスタグラムで[47]、同年4月24日に公式ブログで公表した[48]。この記事には、桂と野波が過去に1度だけ会ったことがあることも併せて公表している[48]。

## 略歴
1997年
ミュージカル『アルゴミュージカル ロボ！笑ったね』で泉役を演じる。同作は桂の舞台作品初出演作であり、後にピーター・パンやミス・サイゴンなど、多くの作品に出演するミュージカル女優、笹本玲奈と共演した（笹本は前述した作品で英梨役を演じた）。
1999年
4月、週刊少年マガジン『BOYS BE…ALIVE』誌上オーディションでグランプリを受賞する。
11月12日、『ミュージカル リカちゃん』（同年12月24日 - 2000年1月6日）の制作発表会が行われ、オーディションで選ばれた桂がリカちゃん役を演じることが発表された。なお、このオーディションには1,154名が参加したが、役者が同役を演じることはこれが初めてであった。
2000年
NHK教育のテレビドラマ、『六番目の小夜子』でテレビドラマのレギュラー出演を果たす。桂は同作で2年A組の生徒役を演じたが、当作には役名がなかった。
2002年
BSフジのテレビドラマ、『聖アリス学園 水着アタックでビーチを救え!』でモヨ役を演じる。役名が付いたテレビドラマのレギュラー出演は同作が初めてであり、桂は同作でビーチバレー部の賑やかし部員の役を演じた。桂は同作で金田美香（亜子 役）・仲根かすみ（芹菜 役）・乙葉（あられ 役）と共演している。
2003年
7月5日に公開した『バトル・ロワイアルII 鎮魂歌』で映画初出演を果たす。
2005年
3月23日、クィーンズアベニュー公式サイト内で自身の公式ブログを開設する。初投稿は自身の自己紹介であった。
2006年
7月15日、クィーンズアベニュー公式サイト内にある自身のブログの更新を終了することを報告した。桂はその経緯を明かし、ブログの公開に時差が生じることを話した。この時、自身の専用パソコンを購入したことも併せて公表している。
7月16日、個人の公式ブログ『亜沙美の“幸せ”集めっ♪』を開設する。
2010年
3月29日から9月25日に放送した連続テレビ小説『ゲゲゲの女房』に出演。当作がレギュラー出演したテレビドラマの最終作であり、以降のテレビドラマはすべてゲスト出演となった。
4月29日から5月5日にサンシャイン劇場で上演した『ミュージカル ミンキーモモ 鏡の国のプリンセス』にミンキーモモ（大人） 役で出演する。なお、原作となった『魔法のプリンセス ミンキーモモ』は少女のミンキーモモが魔法の力で大人に変身して活躍する作品であるが、この舞台作品は原作の30周年カウントダウン企画として上演したものである。桂が同作の制作発表会（同年1月19日開催）に出演した時は婦人警官のコスチュームを披露している。
6月30日、自身の公式ブログ（ブログ運営：アメーバブログ）のタイトルを『My Note』へ改題することを公表する。なお、桂は改題したブログのヘッダーも自身が製作したものであることも併せて公表した。
2011年
2月25日に発売した『大阪風紀委員会』でVシネマに初出演する。以降、2013年まで年1本のペースで出演する。
6月12日、自身の公式ブログで一般男性との結婚を公表する。挙式はハワイで行われた。
2013年
4月2日、妊娠（5ヵ月目）を公表。
8月27日、草津市から「KUSATSU BOOSTARS」の委嘱状（同年8月9日付）が届いたことを公式ブログで公表する。この時に淡水真珠（愛称：ビワパール、別名：「月の涙」。解説：）のブレスレットが送られたことも併せて公表した。
9月1日、女児を出産、一児の母となる。
2016年
4月23日、公式インスタグラム『asamiiiiislife』の投稿を開始する。
2017年
8月10日、公式ブログの投稿を終了する。
2021年
4月30日、公式インスタグラムの投稿を終了する。

## 出演

### テレビドラマ

#### レギュラー出演
- 六番目の小夜子（2000年4月8日 - 6月24日、NHK教育） - 2年A組生徒役（役名なし）
- 聖アリス学園 水着アタックでビーチを救え!（2002年1月、BSフジ）[51] - モヨ 役[50]
- トキオ 父への伝言（2004年8月 - 9月、NHK総合）- 河原かずえ 役
- ドラゴン桜（2005年7月 - 9月、TBS）- 佐久間美優 役
- パズル（2007年1月 - 2月、テレビ朝日）- 中村梓 役
- あしたの、喜多善男〜世界一不運な男の、奇跡の11日間〜（2008年1月8日 - 3月18日、関西テレビ）- ミュウ 役
- 白と黒（2008年6月 - 9月、東海テレビ）サリナ役
- ゲゲゲの女房（2010年3月 - 9月、NHK総合）- 飯田邦子 役

#### ゲスト出演
- 忍風戦隊ハリケンジャー（2002年2月 - 2003年2月、テレビ朝日）- 尾藤鳴子 役（巻之四・巻之四十一・最終巻[注 8]）
- 恋する日曜日（セカンドシリーズ）（2005年6月12日、BS-i）- 九条綾乃 役（第11話）
- 時効警察（2006年2月17日、テレビ朝日）- カオル 役（第6話）
- ライアー・ゲーム（2007年6月23日、フジテレビ）- ツカハラ ユウ役（最終回3時間スペシャル：「土曜プレミアム特別企画」として放送）
- モンスターペアレント（2008年7月 - 9月、関西テレビ）- 乙川真緒 役（第10話）
- 特命係長 只野仁4thシーズン（2009年1月29日、テレビ朝日）- 若宮薫 役（第35話）
- 名探偵の掟（2009年5月15日、テレビ朝日）- 大崎裕子 役（第5話）
- さくら心中（2011年2月 - 3月、東海テレビ） - 鮫島涼子 役（第39・43・52・53話）
- BOSS（2011年6月9日、フジテレビ）- 相川由香 役（第8話）
- 謎解きはディナーのあとで（2011年11月29日、フジテレビ）- 神岡美紀役（第7話）
- VISION-殺しが見える女-（2012年8月23日、読売テレビ）- 栗田友江 役（第7話）
- 花咲舞が黙ってない（2014年4月30日、日本テレビ）- 髙見沢栞 役（第3話）

#### スペシャルドラマ
- 世にも奇妙な物語 春の特別編 『フラッシュバック』（2008年4月2日、フジテレビ）－ 吉良公子 役
- 私が初めて創ったドラマ『エコ婚』（2011年2月18日、NHK福島放送局）- 春日薫 役（声の出演）

### 映画
- バトル・ロワイアルII 鎮魂歌（2003年）- 女子08番 新藤理沙 役
- チルソクの夏（2004年） - 陸上部員 藤村巴 役
- 欲望（2005年） - 同作の主役、類子の高校生時代を演じた。
- 太陽（2006年）
- ワナワナ。（2006年）
- ストロベリーショートケイクス（2006年）
- 雨の町（2006年）
- 夕凪の街 桜の国（2007年）
- 少林少女（2008年） - 長野亜沙美（背番号15：MF） 役
- yoriko-寄子-（2008年）
- 新宿区歌舞伎町保育園（2009年） - 真理 役
- 俺はまだ本気出してないだけ（2013年）
- 天使に“アイム・ファイン”（2016年） - 天使A 役

### Vシネマ
- 大阪風紀委員会（2011年）[55] - セイコ 役
- 獅子の叫び（2012年）[62]
- 組織暴力 対 官僚（2013年）[63]

### ドキュメンタリー
- 日曜特番「今昔!古地図東京巡り〜お江戸 日本橋 品川〜」（BS-TBS、初回放送：2013年2月17日[64]。再放送：2020年4月26日[65]）

### CM
- ロッテリア「ハローセット」（2000年 - 2001年）[66]
- 味の素「ごはんがススムくん・かに玉」（2001年）[66]
- 日清食品「ごんぶと」（2001年 - 2002年、フレッシュゆうたら篇・うちらは芸で勝負や篇）[66] - 岩下志麻[67][68]、川村ひかる[69]、枡田絵理奈[70]と共演[注 9]。「フレッシュゆうたら篇」には常磐津一三太夫[71]も出演した。
- 小林製薬「アイボン」（2004年、姉妹篇）[66]
- ミニストップ「ベルギーチョコソフト[72]」、「Xフライドポテト[73]」（ともに2004年）[66]
- 日本コカ・コーラ「ミニッツメイド・朝の健康果汁」（2006年）[66]
- ソニー損害保険「自動車保険」（2009年 - 2011年、更新日はチャンス！篇ほか）[66][74]
- ミズノ「ランニングウェア＆シューズ」（2011年）[75]
- エディオン「10年あんしんサポートリフォーム」（2014年、バスルーム篇）[76]
- DHC「スーパーコラーゲン」（2016年、商品シャンデリア篇）[77]
- 三菱電機「液晶テレビ REAL」（2016年、テレビだけで…篇）[78]

### Web動画
- ダイハツ「新ムーヴ」（2013年、「今日もまた、スマアシの夢を見てしまった 〜開発担当者 渡部篤郎の場合〜」篇）[79][80] - 女性研究員C 役

### 舞台
- アルゴミュージカル ロボ！笑ったね（1997年） - 泉 役
- アルゴミュージカル フラワー（1998年） - イーダ 役
- アルゴミュージカル フラワー メズーラの秘密（1999年） - イーダ 役
- ミュージカル リカちゃん（1999年 - 2000年） - リカちゃん 役[49]
- BOYS BE…ALIVE TRY AGAIN（2000年） - 下田 役
- アルゴミュージカル あんず 〜心の扉をあけて〜（2000年） - あんず（17歳） 役
- ミュージカル ミンキーモモ 鏡の国のプリンセス（2010年）[11][81] - ミンキーモモ（大人） 役

## ゲーム
- ファイナルファンタジー13（2009年） - ヲルバ＝ダイア・ヴァニラ（モーションアクター）

## CD
- 月のシズク（エイベックス、2002年4月） - 「幻魔大戦 神話前夜の章」エンディング

## 写真集
- 17歳のデッサン：桂亜沙美写真集（小池伸一郎 撮影、ぶんか社、2001年9月） - ISBN 978-4-8211-2386-5
- Which?：桂亜沙美写真集（根本好伸 撮影、ワニブックス、2007年3月） - ISBN 978-4-8470-2993-6